# Igrzyska Małych Państw Europy 1987

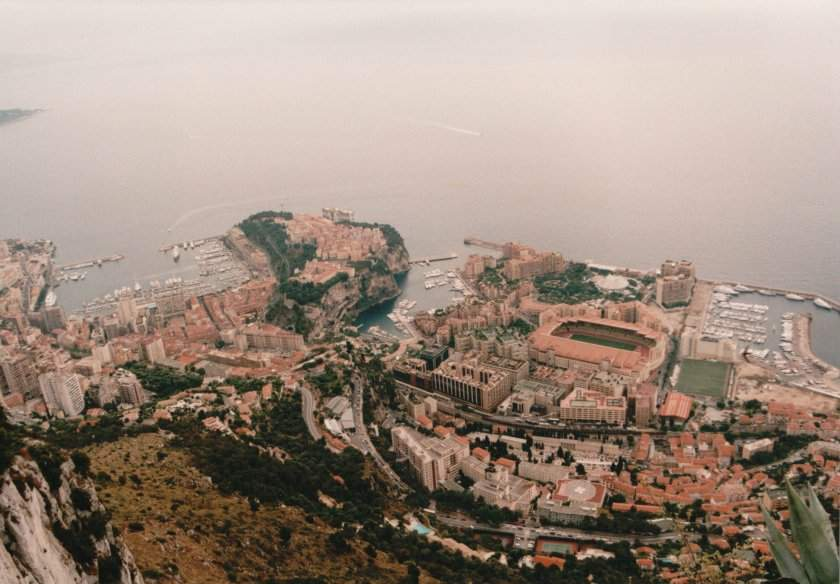
Widok na Monako wraz ze Stade Louis II

2. Igrzyska Małych Państw Europy – druga w historii edycja igrzysk małych krajów została zorganizowana w Monako. Impreza odbyła się między 14 a 17 maja 1987 roku. W zawodach wzięło udział 468 zawodników. Głównym obiektem igrzysk był stadion Louisa II.

## Klasyfikacja medalowa
| Kraj          | Złoto | Srebro | Brąz |
| Islandia      | 27    | 14     | 7    |
| Luksemburg    | 12    | 24     | 14   |
| Andora        | 11    | 13     | 4    |
| Monako        | 6     | 3      | 11   |
| Cypr          | 5     | 7      | 23   |
| Liechtenstein | 3     | 1      | 6    |
| San Marino    | 1     | 3      | 3    |
| Malta         | 1     | 1      | 4    |